# Бои в излучине Стыра и на Полесье
Бои в излучине Стыра и на Полесье (нем. Die Kämpfe im Styrbogen und in Polesien) — бои между русскими и австро-германскими войсками во второй половине сентября 1915 года на Волыни.

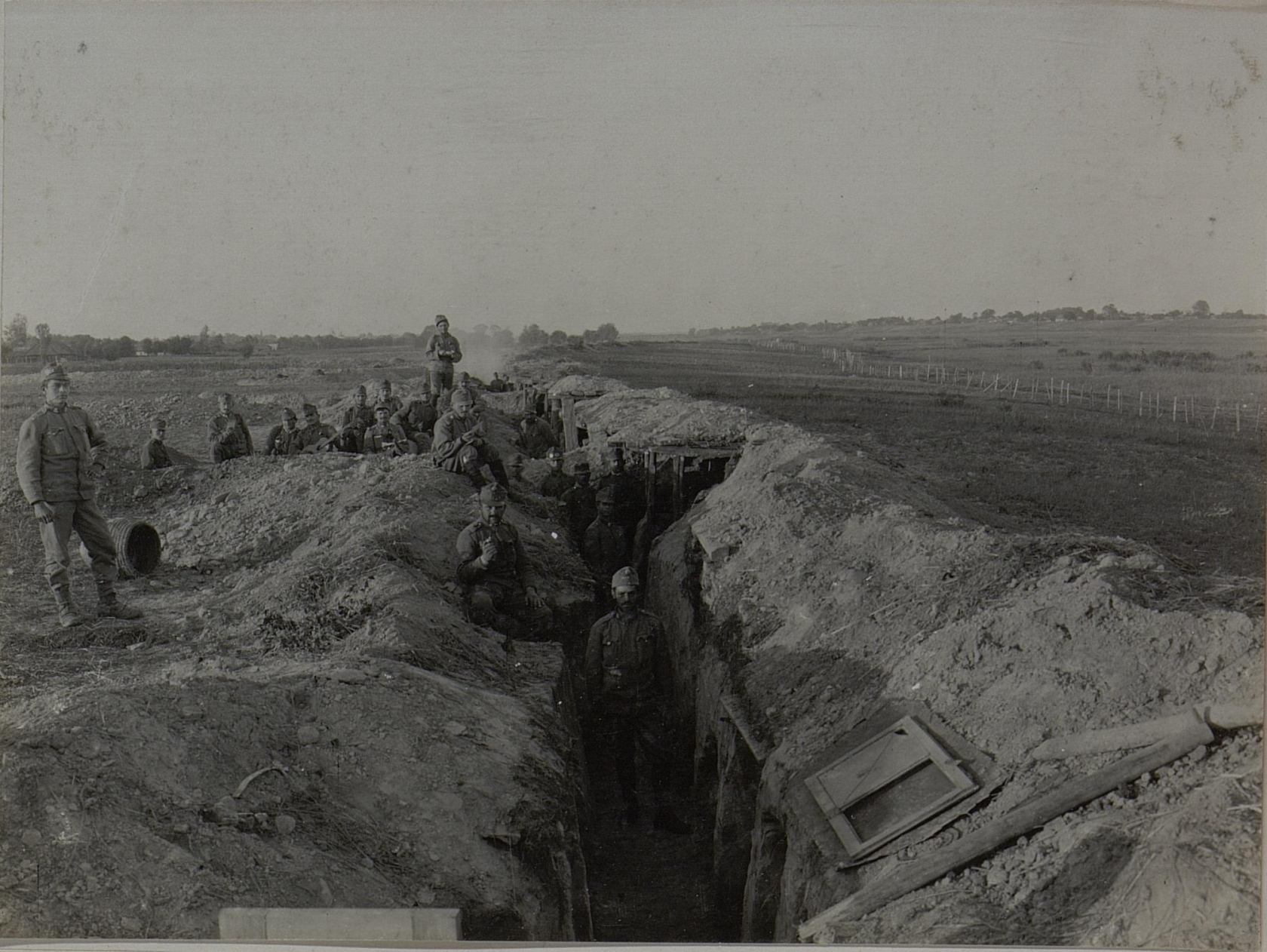
99-й австро-венгерский пехотный полк; плацдарм возле Рожище (севернее Луцка). 24 сентября 1915 г.

## Наступление 8-й армии
После поражения в наступлении на Ровно слабость левого фланга и продолжающийся его обход значительными силами русских войск, поражение центра и отсутствие резервов заставили австрийского командующего группой армий Иосифа-Фердинанда отводить 4-ю и 1-ю армии на реку Стыр. В ночь на 18 сентября 4-я армия начала отход и, сделав за сутки переход более 30 км и оторвавшись от русских, достигла рубежа Стыра. В связи с отходом 4-й армии, 1-я армия Пухалло, поставленная под угрозу флангового обхода с севера, 20 сентября также стала отступать от Стублы к Стыру.
Русские войска, медленно продвигавшиеся от Ровно, появились под Луцком только во второй половине дня 19 сентября. 39-й корпус обложил Луцк с востока, и вечером 4-я стрелковая дивизия попыталась штурмовать Луцк вдоль шоссе из Клевани. Этот штурм австрийцы смогли отбить, стянув все резервы 14-го армейского корпуса к месту атаки. 21 сентября началась артподготовка штурма Луцка, и 22-го 12-й корпус начал активную (но демонстративную) подготовку к переправе выше Луцка, притягивая к себе часть резервов австрийцев. Поздно вечером 30-й корпус атаковал Луцк с севера, прорвал фронт и продвинулся в район Жидычина. Здесь мост при подходе русских был уничтожен и австрийский арьергард попал в ловушку. К месту прорыва были стянуты все резервы 14-го корпуса и армейский резерв. За счет этого Иосифу-Фердинанду удалось не допустить немедленного прорыва русских на западный берег Стыра. Но в течение ночи русские части вышли к северной окраине Луцка и в районе Вышкова (где мост сохранился) получили возможность пересечь Стыр. Это заставило австрийцев начать отвод 14-го корпуса через реку по мостам в центре города. В это время 4-я стрелковая дивизия А. И. Деникина неожиданно атаковала Луцк с юго-востока, смяла австрийские арьергарды и ворвалась в город. Отступая, австрийцы бросали имущество и обозы: 30-й и 39-й корпуса взяли около 10 тысяч пленных, в основном из тыловых подразделений. К утру 23 сентября русские захватили все переправы через Стыр между Рафаловкой и Колками, а южнее Луцка оттеснили левый фланг Пухаллы.
25 сентября наступление 8-й армии Брусилова достигло кульминации на реке Стоход напротив Ковеля. Связь с германским 41-м резервным корпусом в районе юго-западнее Пинска и левым флангом Пухалло была нарушена. У австро-венгерской армии больше не было резервов, чтобы заполнить бреши. Командование австрийской армии проинформировало немцев о серьёзности ситуации.

## Контрнаступление австро-германских войск
Фельдмаршал Линзинген двинул от Ковеля в направлении Колок группу генерала Герока: впереди шесть кавалерийских дивизий, следом —
24-й резервный корпус (1-я и 22-я дивизии), которому предстояло стать главной ударной силой в новой операции. В течение всего продвижения противника к Стыру русская конница, прикрывавшая своё правое крыло, не смогла его обнаружить.
26 сентября возле села Колки 24-й резервный корпус вышел к Стыру и спокойно начал переправу. Вместе с немецкой группой Герока австро-венгерский 17-й корпус (11-я, 13-я и 41-я дивизии) под командованием Крнитека, а также кавалерийский корпус Герберштейна снова двинулся вперед, чтобы занять на Стыре сектор между Чебеном и Борвичами. В этот же день 9-й австро-венгерский корпус (2-я и 10-я дивизии) форсировал Стыр южнее Луцка в районе Боремца и Яловичей. 8-я армия Брусилова опять оказалась охвачена с севера и юга превосходящими силами противника. Потому командующий Юго-Западным фронтом генерал Иванов, опасаясь охвата германцев и не имея резервов, отдал приказ отвести всю 8-ю армию на оборонительный рубеж рек Путиловка и Стублы, оставив 30-й корпус севернее реки Путиловка, в болотистом районе вдоль речки Кормин. В ночь на 27 сентября армия Брусилова очистила позиции на берегах Стыра и начала отход на восток. Утром австрийцы перешли Стырь и повторно заняли Луцк.
27 сентября 24-й резервный корпус наступал в направлении Цумань — Деражное, чтобы вновь попытаться штурмовать Ровно, а австрийцы без боев продвигались к реке Путиловке, и 10-я дивизия 9-го корпуса достигла Уездцев, 14-й корпус (3-я и 45-я дивизии) — района южнее Романова, а левее него 10-й корпус (4-я и 21-я дивизии) — той же высоты.
28 сентября западнее Берестяного и Черныжа произошел бой между германским 24-м и российским 30-м корпусом. Немцы, оттеснив 30-й корпус за речку Кормин, одержали победу, но так как русские угрожали охватом северного фланга противника, поэтому его наступление было остановлено, а части австро-венгерского 17-го корпуса были направлены на фланги 24-го для создания непрерывного фронта от Стыра до Иквы.
Остальные корпуса 4-й австро-венгерской армии атаковали, но не были готовы прорывать русский фронт на Путиловке, и остановились перед русскими позициями. Таким образом, на фронте 8-й русской армии новое наступление австро-германцев остановилось само по себе, и стороны с начала октября перешли к позиционной войне.

…обе стороны частью зарылись в землю, а частью в местах болотистых, которыми эта местность изобилует, начали устраивать окопы поверх земли. В результате этих действий получилось, что мой правый фланг протянулся дальше к северу, до Колков на Стыри, но так как противник занял Чарторийск на левом берегу этой реки, а затем и станцию железной дороги этого наименования, то пришлось и далее протягивать мой фронт все более к северу, до Кухоцкой Воли, где и был стык с 3-й армией. На более пассивных участках пришлось поставить конницу, а не активную пехоту. Весь 30-й корпус и три дивизии конницы, в сущности, зарыться в землю не могли, так же как и правый фланг 39-го корпуса; на участках расположения этих частей, вследствие сильной заболоченности этих мест, пришлось произвести огромные саперные работы. Пришлось устраивать бесконечные гати, массу мостов, окопы же не врывать в землю, а строить их из бревен, прикрытых с наружной стороны землею, так как углубляться в землю было невозможно по причине близости грунтовых вод.— А. А. Брусилов. Воспоминания